# Predica di san Giovanni Battista (Veronese)
La Predica di san Giovanni Battista, Predica del Battista o  Sermone di san Giovanni Battista è un dipinto del pittore veneto Paolo Veronese realizzato circa nel 1562 e conservato nella Galleria Borghese a Roma.

## Storia
Il dipinto entrò nella collezione del cardinale Scipione Borghese come dono nel 1607 di Francesco Barbaro. Una lettera esistente di Barbaro a Borghese documenta che Barbaro inviò separatamente due dipinti del Veronese a Borghese, sebbene la lettera non descriva i dipinti in modo molto dettagliato. La lettera fa notare che i due dipinti raffigurano "sermoni"; la Galleria Borghese possiede da tempo due dipinti raffiguranti prediche - Predica di san Giovanni Battista e Predica di sant'Antonio ai pesci, entrambi del Veronese. Prima del loro trasferimento a Villa Borghese Pinciana (l'odierna Galleria Borghese), i due dipinti "predica" erano stati collocati a Palazzo Castellesi nel 1613, quando furono descritti in versi dal poeta di corte Scipione Francucci. 
Alla fine dell'Ottocento il critico d'arte Giovanni Morelli contestò l'attribuzione dei due dipinti di prediche al Veronese, attribuendoli invece a Giovanni Battista Zelotti.

## Descrizione
Il dipinto raffigura Giovanni Battista che predica in una foresta o deserto con alberi sottili e un cielo nuvoloso giallo rosato, come al tramonto o all'alba. È centrato sulla tela, con la sua figura che occupa circa il terzo centrale della tela dall'alto verso il basso. Vestito con ampie vesti rosse e pellicce legate in vita e ai piedi nudi, Giovanni tiene un bastone con uno stendardo bianco che recita "ECCE", una parola latina e interiezione che significa "guarda!". Fa un gesto con il braccio destro teso e indica una figura maschile barbuta che si avvicina dall'angolo in basso a sinistra del dipinto ed è vestito con vesti rosate e dorate: Gesù. Gesù guarda alla sua destra fuori dalla tela (a sinistra del dipinto) quasi come se fosse perso, confuso o ignaro delle persone vicine. Pur indicando Gesù, Giovanni guarda verso tre figure maschili in turbante che occupano il terzo più a destra della tela con un'espressione vuota o addirittura altezzosa.
Le tre figure con turbante, sontuosamente vestite, rappresentano probabilmente rabbini o altre élite ebraiche. Il rabbino più a destra affronta Giovanni Battista con la mano sinistra sul fianco e la testa inclinata all'indietro in un'espressione di disprezzo e incredulità. L'abbigliamento di questa figura è molto dettagliato: indossa quello che sembra essere un cappotto giallo dorato con spacchi sul gomito e colletto, spalle e polsini a pieghe, oltre a un turbante rosa e rosso. Indossa anche uno scialle o un mantello diafano di seta bianca con motivi circolari dorati. Il rabbino di mezzo guarda il rabbino più a destra e sporge il braccio sinistro tra il rabbino più a destra e Giovanni Battista. Tiene il pollice e l'indice vicini l'uno all'altro come se interferisse o in altro modo esprimesse un punto. Questo rabbino di mezzo ha una barba nera sul viso. La maggior parte del suo corpo è visibile tra gli altri due rabbini: indossa una veste verde, rosa e rossa, accompagnata da una sciarpa rossa e bianca e un turbante rosso, bianco e giallastro. Il rabbino più a sinistra ha barba e baffi grigi e indossa un copricapo di pelliccia marrone e grigio, guarda in basso e si posa la mano destra sul viso come in contemplazione. È il più vicino a San Giovanni Battista e ad eccezione del suo volto è oscurato dal corpo di Giovanni.
Oltre ai rabbini, nel dipinto rimangono quattro figure umane. Una figura femminile inginocchiata nell'angolo in basso a destra dà le spalle allo spettatore, ma guarda Giovanni Battista. Indossa un vestito bianco, rosa e rosso arancio che non copre la spalla sinistra e i suoi capelli sono legati all'indietro con un panno bianco annodato. Il suo piede destro calzato è visibile. Un bambino la tiene stretta e guarda direttamente lo spettatore sopra la sua spalla destra. Altre due figure femminili si trovano in basso al centro del dipinto, sotto il braccio teso di Giovanni Battista. L'ultima di queste due figure femminili è appoggiata a un albero, indossa un velo bianco e vesti rosa e dorate non dissimili da quelle di Gesù. Riguarda Gesù. La figura femminile più a sinistra siede a terra contro un albero, indossa un copricapo rosato e vesti bianche e rosse. Ha la mano sinistra sul petto e guarda a terra. Quella che sembra essere una figura maschile poggia la testa sulla spalla sinistra di questa figura femminile più a sinistra; solo il suo volto è visibile.

## Stile
In questo dipinto Giovanni Battista agisce principalmente e letteralmente come un messaggero per la venuta di Gesù. Il linguaggio del corpo contrastante dei rabbini mostra reazioni diverse al messaggio di Giovanni. La minuziosa e sontuosa rappresentazione da parte del Veronese degli abiti e dei tessuti delle figure può essere vista come una riflessione sulla qualità dei tessuti veneziani, tema presente anche nelle opere di Jacopo Palma il Vecchio.